# Xã Roland, Quận Bottineau, Bắc Dakota
Xã Roland (tiếng Anh: Roland Township) là một xã thuộc quận Bottineau, tiểu bang Bắc Dakota, Hoa Kỳ. Năm 2010, dân số của xã này là 538 người.